# 今野裕介
今野 裕介（こんの ゆうすけ、1989年〈昭和64年〉1月4日 - ）は、日本の元プロボクサー。神奈川県川崎市出身。角海老宝石ボクシングジム所属。元WBAアジアスーパーライト級王者。

## 来歴
2011年4月27日、後楽園ホールで石澤一路とウェルター級4回戦を行い、3回57秒TKO勝ちを収めデビュー戦を白星で飾った。
2012年11月4日、後楽園ホールで行われた第69回東日本新人王トーナメントウェルター級部門決勝で糸山良太と対戦し、5回0-3（48-49が2者、47-49）の判定負けを喫し東日本新人王の座を逃した。
2013年9月2日、後楽園ホールで熊野和義とウェルター級8回戦を行い、8回0-2（76-77、78-77、77-77）の判定負けを喫した。
2014年11月18日、後楽園ホールで行われた「ゴールデンチャイルドボクシングvol.112」で日本ウェルター級10位の藤中周作と65.0kg契約8回戦を行い、8回3-0（77-74が2者、78-73）の判定勝ちを収めた。
2015年3月7日、後楽園ホールで日本ミドル級9位の成田永生とスーパーウェルター級8回戦を行い、8回1-2（77-75、75-77、76-77）の判定負けを喫した。
2015年12月17日、後楽園ホールで加藤寿とウェルター級8回戦を行い、6回2分44秒TKO勝ちを収め再起した。
2016年6月20日、後楽園ホールで中山聰歯と65.0kg契約8回戦を行い、8回3-0（2者が80-72、80-73）の判定勝ちを収めた。
2016年12月6日、後楽園ホールで相馬一哉とスーパーライト級8回戦を行い、4回1分51秒TKO勝ちを収めた。
2017年6月8日、後楽園ホールで行われた「ダイヤモンドグローブ」で日本スーパーライト級王者の麻生興一と対戦し、10回2分18秒TKO負けを喫し王座獲得に失敗した。
2017年12月19日、後楽園ホールで行われた「SLUGFEST」で丸木和也とウェルター級8回戦を行い、5回2分39秒TKO勝ちを収め再起を果たした。
2018年7月2日、後楽園ホールで行われた「オーバーヒート・ボクサーズナイト.86」で稲垣孝とスーパーライト級8回戦を行い、6回0分30秒TKO勝ちを収めた。
2018年12月1日、後楽園ホールで行われた「ダイナミックグローブ&SLUGFEST.７」でデスティノ・ジャパンとスーパーライト級8回戦を行い、8回3-0(77-74、78-72、77-72)判定勝ち
を収めた。
2019年3月30日、中国・上海で行われた日中戦において、WBAアジア・スーパーライト級王者バイシャンボ・ナスイウラ(中国)とのタイトルマッチを行い、11回1分47秒TKO勝ちを収め、王座を獲得とした。
2019年11月27日、タイ王国でスーパーライト級8回戦を行い、マクサイサイ・シットサイトーン(タイ)に2回TKO勝ちを収めた。
2020年11月21日、後楽園ホールでOPBF東洋太平洋スーパーライト級王者の内藤律樹に挑戦するも、9回終了TKO負けを喫し、王座獲得に失敗した。
2021年2月2日、自身のTwitterで左目が見えづらくなってしまったことを理由に現役を引退することを発表した。

## 戦績
- プロボクシング：21戦16勝（9KO）5敗

| 戦 | 日付           | 勝敗 | 時間     | 内容    | 対戦相手                             | 国籍     | 備考                                                   |
| -- | -------------- | ---- | -------- | ------- | ------------------------------------ | -------- | ------------------------------------------------------ |
| 1  | 2011年4月27日  | 勝利 | 3R 0:57  | TKO     | 石澤 一路(オサム)                    | 日本     |                                                        |
| 2  | 2011年8月19日  | 勝利 | 4R       | 判定3-0 | 田中 亮治(ヨネクラ)                  | 日本     |                                                        |
| 3  | 2012年5月17日  | 勝利 | 4R       | 判定3-0 | 永吉 祐哉(ヨネクラ)                  | 日本     | 第69回東日本新人王トーナメントウェルター級部門予選     |
| 4  | 2012年7月13日  | 勝利 | 4R       | 判定2-1 | 不死鳥 宮川(野口)                    | 日本     | 第69回東日本新人王トーナメントウェルター級部門準々決勝 |
| 5  | 2012年9月28日  | 勝利 | 2R 1:21  | TKO     | 大村 朋之(イマオカ)                  | 日本     | 第69回東日本新人王トーナメントウェルター級部門準決勝   |
| 6  | 2012年11月4日  | 敗北 | 5R       | 判定0-3 | 糸山 良太(角海老宝石)                | 日本     | 第69回東日本新人王トーナメントウェルター級部門決勝     |
| 7  | 2013年1月29日  | 勝利 | 6R       | 判定3-0 | 藤井 拓也(斎田)                      | 日本     |                                                        |
| 8  | 2013年7月30日  | 勝利 | 3R 2:40  | TKO     | 座間 カイ(三迫)                      | 日本     |                                                        |
| 9  | 2013年9月2日   | 敗北 | 8R       | 判定0-2 | 熊野 和義(宮田)                      | 日本     |                                                        |
| 10 | 2014年11月18日 | 勝利 | 8R       | 判定3-0 | 藤中 周作(金子)                      | 日本     |                                                        |
| 11 | 2015年3月7日   | 敗北 | 8R       | 判定1-2 | 成田 永生(八王子中屋)                | 日本     |                                                        |
| 12 | 2015年12月17日 | 勝利 | 6R 2:44  | TKO     | 加藤 寿(熊谷コサカ)                  | 日本     |                                                        |
| 13 | 2016年6月20日  | 勝利 | 8R       | 判定3-0 | 中山 聰歯(フラッシュ赤羽)            | 日本     |                                                        |
| 14 | 2016年12月6日  | 勝利 | 4R 1:51  | TKO     | 相馬 一哉(一力)                      | 日本     |                                                        |
| 15 | 2017年6月8日   | 敗北 | 10R 2:18 | TKO     | 麻生興一(三迫)                       | 日本     | 日本スーパーライト級タイトルマッチ                     |
| 16 | 2017年12月19日 | 勝利 | 5R 2:39  | TKO     | 丸木和也(天熊丸木)                   | 日本     |                                                        |
| 17 | 2018年7月2日   | 勝利 | 6R 0:30  | TKO     | 稲垣 孝(フラッシュ赤羽)              | 日本     |                                                        |
| 18 | 2018年12月1日  | 勝利 | 8R       | 判定3-0 | デスティノ・ジャパン(ピューマ渡久地) | 日本     |                                                        |
| 19 | 2019年3月30日  | 勝利 | 11R 1:47 | TKO     | バイシャンボ ナスイウラ(中国)        | 中国     | WBAアジア・スーパーライト級タイトルマッチ              |
| 20 | 2019年11月27日 | 勝利 | 2R       | TKO     | マクサイサイ・シットサイトーン(タイ) | タイ王国 |                                                        |
| 21 | 2020年11月21日 | 敗北 | 9R終了   | TKO     | 内藤律樹(E&Jカシアス)                | 日本     | OPBF東洋太平洋スーパーライト級タイトルマッチ           |